# Paddington (stanice metra v Londýně)
Paddington je stanice londýnského metra. Byla otevřena roku 1868. Nachází se na linkách:
- Bakerloo Line (mezi stanicemi Warwick Avenue a Edgware Road)
- District Line (mezi stanicemi Bayswater a Edgware Road)
- Circle Line (mezi stanicemi Bayswater nebo Royal Oak a Edgware Road)
- Hammersmith & City Line (mezi stanicemi Royal Oak a Edgware Road).

Stanice je také terminálem Crossrail.
| Rok  | Počet cestujících |
| ---- | ----------------- |
| 2011 | 46,48 mil         |
| 2012 | 46,33 mil         |
| 2013 | 49,71 mil         |
| 2014 | 49,28 mil         |